# Carleton Sprague Smith
Carleton Sprague Smith (1905-1994) foi um flautista, musicólogo, professor, bibliotecário e burocrata norte-americano. 

## Formação
Começou a estudar flauta aos 12 anos com Georges Barrère. Entre 1922 e 1923 morou em Paris onde continuou estudando flauta com Louis Fleury. De volta aos Estados Unidos, ingressou na Universidade de Harvard em 1923. Durante o período na universidade teve aulas particulares de flauta com Georges Laurent, primeiro flautista da Sinfônica de Boston. Em Harvard atuou como flautista em vários concertos, e cantou no coro da universidade. Em 1927 assumiu como crítico musical no Boston Transcript.
Apesar do desenvolvimento como músico, os estudos principais de Carleton Sprague Smith eram na área de literatura. Ele tinha grande desenvoltura para o aprendizado de línguas, bem como desde cedo foi incentivado pela família a desenvolver o interesse por literatura e teatro. Em Paris tinha estudado francês, e em Harvard se interessou pelo teatro espanhol. Após o curso universitário, passou um período de estudos na Espanha.
Seu interesse pela história da Espanha o levou, a partir de 1928, a um doutorado em na Universidade de Viena, onde pesquisou as relações austro-espanholas no século XVIII relacionadas à casa dos Habsburgos.

## Vida profissional
Retornando aos Estados Unidos, em 1931 Carleton Sprague Smith iniciou sua carreira profissional. Assumiu como professor no Departamento de História da Columbia University e paralelamente foi nomeado Diretor da Divisão de Música da New York Public Library. Destacando-se neste cargo, foi eleito presidente da Associação das Bibliotecas de Música, exercendo o cargo entre 1937 e 1939. Foi também o segundo presidente da American Musicological Society, ocupando o cargo entre 1937-38 e 1939-40.

## Relação com o Brasil
Em 1940 Carleton Sprague Smith passou a residir no Brasil a serviço do Departamento de Estado do governo norte-americano. Ele iria atuar no âmbito da Política de Boa Vizinhança, como uma espécie de embaixador cultural, dedicando-se principalmente aos assuntos de música.
No Brasil ele causou boa impressão desde sua chegada, pela vasta cultura e simpatia pessoal e também pela naturalidade no domínio da língua. Entre os músicos e intelectuais brasileiros com os quais trabalhou em parceria, destacam-se Mário de Andrade, Luiz Heitor Correa de Azevedo e Camargo Guarnieri.
Quando do retorno aos Estados Unidos, criou e dirigiu o Brasilian Institut da New York University.